# Scipione l'Africano (film)
Scipione l'Africano è un film colossal del 1937 diretto da Carmine Gallone.
Nel film fa il suo esordio, come comparsa, l'allora diciassettenne Alberto Sordi.
La colonna sonora del film è scritta da Ildebrando Pizzetti.

## Trama
Dopo la sconfitta di Canne, il senato romano affida a Publio Cornelio Scipione, divenuto proconsole di Sicilia, una spedizione contro Cartagine. Di vittoria in vittoria il condottiero arriva presto vicino alla città nemica.
Annibale allora, che si trovava ancora con il suo esercito in Italia, viene richiamato d'urgenza per difendere la propria patria. Dopo un incontro tra i due grandi capi, nel quale non si riesce a trovare un accordo, l'esercito romano si scontra nella pianura di Zama con quello cartaginese.
La vittoria delle aquile repubblicane è completa e significa, oltre alla fine del dominio mediterraneo di Cartagine, anche l'inizio dell'Impero mondiale di Roma. Scipione, da quel momento chiamato "l'Africano", torna a Roma e ottiene il trionfo.

## Riconoscimenti
- 1937: Coppa Mussolini per il miglior film italiano Mostra internazionale d'Arte Cinematografica di Venezia[4]